# Matias Rubio i Navarro
Matias Rubio i Navarro (Aldaia, 13 de juny de 1971) és un exfutbolista professional valencià, que ocupava la posició de defensa.

## Trajectòria esportiva
Producte del planter del València CF, va debutar en primera divisió amb els de Mestalla, tot jugant 4 partits de la campanya 93/94, després de romandre quatre anys al filial.
A l'any següent marxa a la UE Lleida. L'equip de la Terra Ferma militava a Segona Divisió i el de l'Horta disputa només tres partits eixe any, que creixerien fins als 25 partits la temporada 95/96.
La carrera de Matias Rubio prosseguiria per la Segona B, on jugaria a la SD Huesca (96/97), Getafe CF (96/99) i UD Melilla (99/01).